# Адана Демирспор
Адана Демирспор (на турски: Adana Demirspor) е турски професионален футболен клуб, от град Адана. Те играят домакинските си мачове на Новият Адана с капацитет 33 500 места.

## История
Клубът е основан от местното правителство през пролетта на 21 декември 1940 година от управителния съвет на Турските държавни железници като мултиспортна асоциация, включваща, освен футбола, секции по лека атлетика, колоездене, борба, плуване и водна топка. Името на клуба Демирспор буквално се превежда като "железопътен спорт"
Адана Демирспор стартира през сезон 1960/61, в главната професионална лига на Турция, основана през 1959 година. При това останалите 19 от 20 клуба в лигата са от Истанбул, Анкара или Измир, и „Адана Демирспор“ стал първия клуб в историята на лигата извън тези три града. В края на шампионата „Адана Демирспор“ е на последно място, печелейки само 3 победи и 12 равни в 38 мача. Следващото участие в елита на турския футбол е през сезон 1973/74, в който учавства с името „Аданаспор“. В следващите 10 години „Адана Демирспор“ играе роля на средняк в Перва лига на Турция, като най-доброто им класиране в този период е 6-то им място през сезон 1981/82. Освен това през 1979 година отборът достига до финала в Купата на Турция, в който губи от „Трабзонспор“ (0:3 като гост и 0:0 у дома). А в края на 1983/84 заедно със земляците си от „Аданаспор“ напуска Първа лига. 

## Успехи
- Турска Суперлига
  - 4-то място (1): 2022/23
- Купа на Турция
  -  Финалист (1): 1978/79
- Първа лига
  -  Победител (4): 1972/73, 1986/87, 1990/91, 2020/21
- Купа на Адана TSYD:
  -  Носител (9): 1977, 1980, 1981, 1985, 1986, 1993, 1994, 1997, 2002.
- Лига Цукурова
  -  Победител (15): 1943, 1944, 1945, 1946, 1947, 1948, 1950, 1951, 1952, 1953, 1954, 1955, 1957, 1958, 1959